# Megalomus balachowskyi
Megalomus balachowskyi là một loài côn trùng trong họ Hemerobiidae thuộc bộ Neuroptera. Loài này được Lestage miêu tả năm 1928.